# 戴维·格林德利
戴维·格林德利（英語：David Grindley，1972年10月29日—），英国男子田径运动员，主攻短跑。他曾代表英国参加1992年夏季奥林匹克运动会田径比赛，获得男子4×400米接力铜牌。